# Ministère des Postes et Télécommunications (Cameroun)
Pour les articles homonymes, voir Ministère des Postes et Télécommunications.
Le ministère des Postes et Télécommunications (MINPOSTEL) est le ministère de l'État du Cameroun responsable de la mise en place de la politique du gouvernement en matière de télécommunications.

## Réglementation
Le ministère des Postes et Telecommunications est responsable de l'élaboration et de la mise en oeuvre de la politique du Gouvernement camerounais en matière des postes, des telecommunications et des technologies de l'information et de la communication. Le ministère est actuellement sous la tutelle du ministre des postes et télécommunication Minette Libom Li Likeng depuis 2015.

## Missions
Le ministère des Postes et Télécommunications est chargé de, :
- superviser l'étude, la réalisation et la mise en place des équipements et infrastructures pour les secteurs des postes et des télécommunications ;
- veiller au développement des technologies de l'information et de la communication ainsi que des communications électroniques en collaboration avec les administrations concernées ;
- encourager les investissements dans ces secteurs en coordination avec le Ministère de l'Économie, de la Planification et de l'Aménagement du Territoire et les organismes pertinents du Cameroun ;
- surveiller les activités des sociétés de télécommunications mobiles et par satellites ;
- suivre les activités liées au commerce électronique, à la cybersécurité et à la cybercriminalité en liaison avec les administrations concernées ;
- compiler, analyser et maintenir les statistiques relatives aux postes, télécommunications et TIC au Cameroun ;
- superviser les activités des organismes de régulation dans son domaine de compétence ;
- assurer la liaison entre le gouvernement camerounais et les organisations internationales telles que l'Union Postale Universelle (UPU) et l'Union Internationale des Télécommunications (UIT), en coordination avec le Ministère des Relations Extérieures du Cameroun.

Le MINPOSTEL exerce la tutelle sur plusieurs structure de télécommunication au Cameroun notamment :
- l'agence de Régulation des Télécommunications (ART) ;
- l'agence Nationale des Technologies de l'Information et de la Communication (ANTIC) ;
- la Cameroon Postal Services (CAMPOST) ;
- la Cameroon Telecommunication (CAMTEL) ;
- l'École nationale supérieure des Postes et Télécommunications (ENSPT).